# Тиха Десна
Ти́ха Десна́ — заплавне озеро у Менському районі Чернігівської області, на правому березі Десни (басейн Дніпра), за 3 км на південний схід від села Блистова. Протокою сполучене з Десною.
Довжина 1,5 км, ширина 180 м, площа 0,3 км², переважають глибини 4—7 м. Улоговина має форму дуги з роздвоєними вершинами. Береги підвищені, круті, поросли верболозом, крім північних та північно-західних — пологих, укритих лучною рослинністю. Живлення мішане.
Температура води влітку до +19, +19,5 °C, на глибині 0,6 м від поверхні, +12,5, +14 °C біля дна. Узимку замерзає. Прозорість води до 0,9 м. На дні мулисті відклади.
З рослин поширені осока, стрілолист звичайний, латаття біле.
Водяться карась, окунь, плітка, лин. У прибережних заростях — гніздування солов'їв, кобилочок, чибісів, травників, крячки та інших птахів.
Тиха Десна — у межах Каморетського заказника.